# Karlova Huť (Králův Dvůr)
Karlova Huť je někdejší hutnická vesnice, část města Králův Dvůr v okrese Beroun ve Středočeském kraji. Nachází se asi 1,1 kilometru jižně od Králova Dvora za řekou Litavkou a dálnicí D5. V této části se nachází králodvorská průmyslová zóna a nádraží. Velká část osady byla zlikvidována v šedesátých a sedmdesátých letech 20. století.

## Historie
První písemná zmínka o vesnici pochází z roku 1464.

### Rozvoj průmyslu

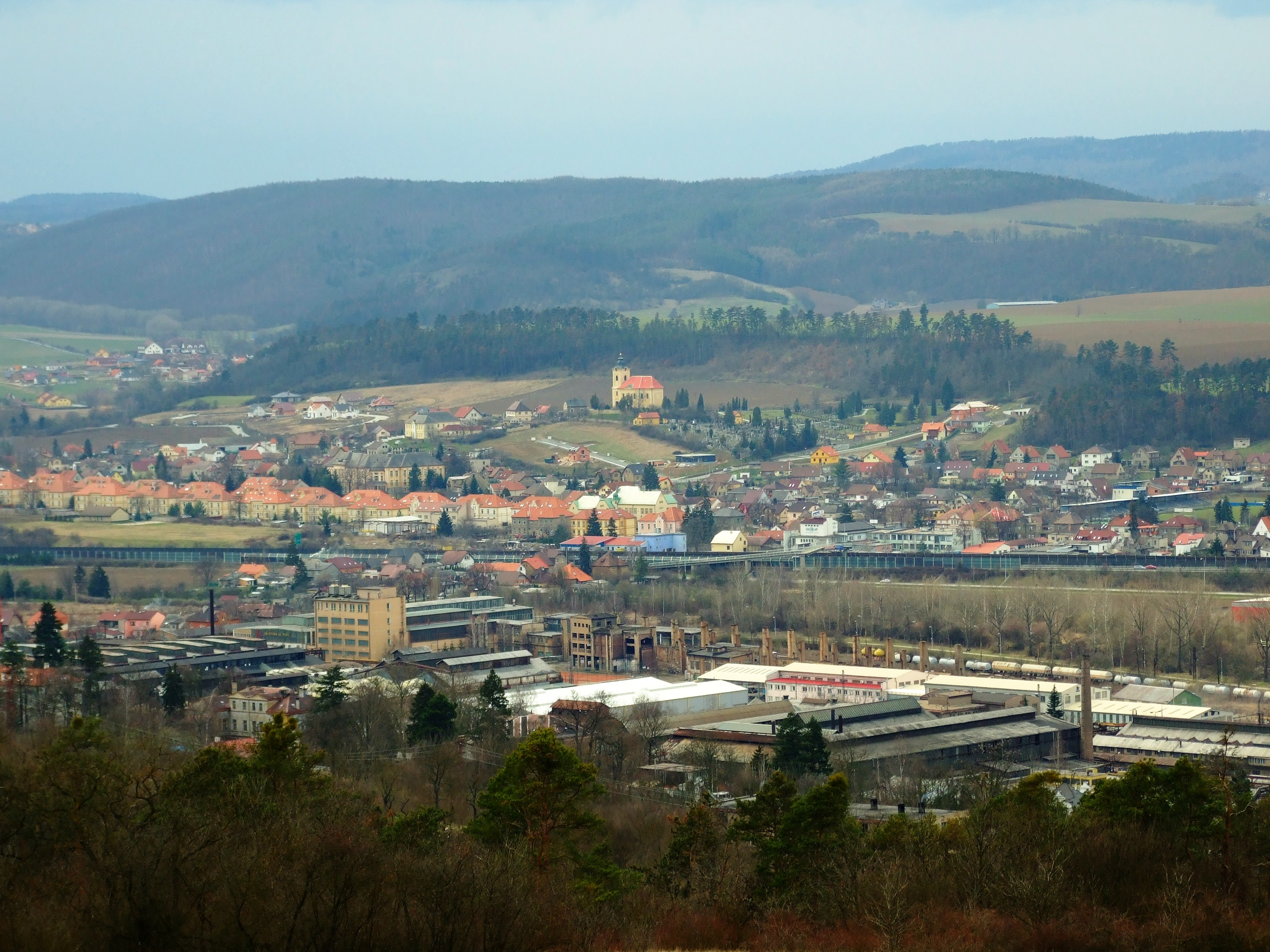
V popředí průmyslová zóna v Karlově Huti (v pozadí Počaply)

Výroba železa je zde doložena od poloviny 14. století. Název má vesnice pravděpodobně od Karlů ze Svárova, kteří huť vlastnili v 16. století. Roku 1595 zde byla postavena první vysoká pec v Čechách. Zpracovávala se zde ruda z Krušné hory u Nového Jáchymova, od druhé poloviny 19. století též z dolu Hrouda u Zdic a z nučických dolů. Z Krušné hory a z Hroudy vedly do Karlovy Huti až do 60. let 20. století visuté nákladní lanovky. Roku 1880 koupila železárny od Fürstenberků Česká montánní společnost a vybudovala zde velkou válcovnu. V letech 1909–1945 železárnu vlastnila Pražská železářská společnost. Vysoká pec ukončila činnost v osmdesátých letech 20. století.
Roku 1889 vznikla v Karlově Huti v sousedství železáren cementárna, která později byla největší v Československu. V letech 1898–1962 sem vápenec dovážela malodráha KBK (Králův Dvůr - Beroun - Koněprusy) o rozchodu 760 milimetrů s veřejnou nákladní dopravou. Roku 1992 koupila cementárnu německá společnost HeidelbergCement.

## Obyvatelstvo
| Rok            | 1869 | 1880 | 1890 | 1900 | 1910 | 1921 | 1930 | 1950 | 1961 | 1970 | 1980 | 1991 | 2001 | 2011 | 2021 |
| -------------- | ---- | ---- | ---- | ---- | ---- | ---- | ---- | ---- | ---- | ---- | ---- | ---- | ---- | ---- | ---- |
| Počet obyvatel | 210  | 298  | 473  | 536  | 645  | 844  | 814  | 944  | 0    | 0    | 424  | 365  | 348  | 385  | 356  |
| Počet domů     | 16   | 19   | 21   | 34   | 51   | 65   | 70   | 83   | 0    | 0    | 57   | 55   | 54   | 60   | 65   |

## Obecní správa
Při sčítání lidu v letech 1850–1879 byla Karlova Huť osadou obce Popovice v okrese Hořovice. V letech 1880–1979 byla osadou města Králův Dvůr, se kterým patřila nejprve do okresu Hořovice, od roku 1950 do okresu Beroun. Od 1. ledna 1980 do 23. listopadu 1990 byla částí města Beroun v okrese Beroun. Od 24. listopadu 1990 je opět částí města Králův Dvůr v okrese Beroun.

## Osobnosti
- Alexander Hess (1898–1991), československý vojenský letec